# Виолета Танчева-Златева
Виолета Танчева-Златева (на македонска литературна норма: Виолета Танчева-Златева) е северномакедонска поетеса и расказвачка.

## Биография
Родена е в 25 април 1968 година в струмишкото село Бориево, тогава в Социалистическа федеративна република Югославия, днес в Северна Македония. Основното си образование завършва в родното си село и в съседното село Турново, а средното образование - в гимназията „Яне Сандански“ в Струмица. В 1991 година завършва Филологическия факултет на Скопския университет, група югославска литература с македонски език. От 1994 до 2013 година работи в Търговското новинарско издателско дружество „Гюргя“ в Скопие, първоначално като редактор на списанията „Допри ме нежно“ и „World Press ИЗБОР“, след това като главен и отговорен редактор на издателската дейност, отговорен редактор и лектор. От октомври 2013 година работи како лекторка в Издателския център „ТРИ“ в Скопие. Членка е на Дружеството на писателите на Македония от 2000 година. Членка е на редакцията на списанието за книжовност и култура „АКТ“, на списанието „Стожер“, орган на Дружеството на писателите на Македония, както и на Сдружението на лекторите на Северна Македония.

## Награди
Носителка е на четири награди (две втори и две трети) на анонимния конкурс за кратък разказ на „Андричеви дни на културата“ в Травник в 80-те години; първа награда за проза на анонимния конкурс на Независимите изданија „Гюргя“ за „Книга за сонот“, 1992; наградата „Братя Миладиновци“ за най-добра поетична книга, публикувана между две фестивални издания на Стружките вечери на поезията, в 2015 година, за стихосбирката „Година без лето“. За книгата „Патот“ получава наградата „Ацо Шопов“ на Дружеството на писателите на Македония за най-добра поетича книга, публикувана в 2018 година. Застъпена е в много антологии с проза и поезия, в Северна Македония, Сърбия, Словения и България.

## Литературно творечество
- Книга за сонот, Прва награда за проза на анонимниот конкурс на Независни изданија „Ѓурѓа“, Охрид, 1992;
- Враќања, роман, „Македонска книга“, Скопје, 1993;
- Враќајќи се во Бориево, раскази, НИП „Ѓурѓа“, Скопје, 1999;
- Мојот Пикасо/My Picasso, поезија со напореден англиски препев на Наташа Папазовска Левкова, ТНИД „Ѓурѓа“, Скопје, 2007;
- Мој Пикасо/Мојот Пикасо, двојазично издание, Задужбина „Петар Кочиќ“, Бања Лука–Београд, 2008; превела на босненски Сеида Беганович;
- Шарени писма, роман за деца во писма, ТНИД „Ѓурѓа“, Скопје, 2008;[2]
- Заробеници на молкот, поезија, ТНИД „Ѓурѓа“, Скопје, 2010;[3]
- Огнена, поезија, ТНИД „Ѓурѓа“, Скопје, 2011;[4]
- Нашата приказна, поезија, „Улис“, Скопје, 2013;
- Година без лето, поезија, Издавачки центар ТРИ, Скопје, 2015;
- A Summerless Year, Struga Poetry Evenings, Struga, 2016; превод Бела Глигорова;
- Патот, поезија, „Паблишер“, Скопје, 2018.[1]